# 에피톤 프로젝트
에피톤 프로젝트(Epitone Project)는 대한민국의 전자 음악 그룹으로, 대한민국의 작곡가인 차세정의 솔로 유닛이다.
토이의 유희열, 015B의 정석원 · 장호일과 같은 작곡가 중심의 프로젝트 그룹이며, 차세정 1인으로 구성되어 있다. 그룹명 '에피톤'(Epitone)은 일본의 뮤지션인 마에다 가즈히코(前田勝彦)의 곡 〈Epitone〉에서 차용한 것이다. 2017년 2월 파스텔뮤직과의 계약종료가 되었다. 2017년 3월 7일 인터파크와 전속 계약을 체결했다.

## 차세정
어린 시절 음악을 좋아하는 아버지의 영향으로 LP판을 들으면서 자랐고, 컴퓨터 프로그래머가 되기를 희망했다. 음대에 진학하고 싶었으나 집안의 반대로 사회학부에 진학하였다. 한 학기도 마치지 못한 채 학교를 그만 둔 이후 미디 음악을 혼자서 배워나가기 시작했다.
2006년 데뷔작인 싱글 앨범 《1229》를 발표했고 꾸준히 음악활동을 이어나간다. 2008년 여름 파스텔뮤직과 계약을 맺고, 2009년 미니앨범 《긴 여행의 시작》을 발표했다.
2017년 2월 파스텔뮤직과 계약이 종료되고 2017년 3월 국카스텐과 김윤아가 속해있는 인터파크와 전속 계약을 체결했다.

## 역대 객원 보컬
- 선우정아
- 손주희
- Azin
- 심규선
- 이진우
- 조예진
- 타루
- 한희정
- Black Sky
- Sammi

## 음반 목록

### 정규 음반
- 《유실물 보관소》. 2010년 5월 12일. (다날엔터테인먼트).
- 《낯선 도시에서의 하루》. 2012년 6월 7일. (다날엔터테인먼트).
- 《각자의 밤》. 2014년 9월 16일.
- 《마음속의 단어들》 2018년 10월 4일. 카카오엔터테인먼트

### EP 음반
- 《1229》. 2006년 12월 12일. (다날엔터테인먼트).
- 《At Your Favorite Place》. 2008년 4월 21일. (다날엔터테인먼트).
- 《긴 여행의 시작》. 2009년 2월 24일. (다날엔터테인먼트).
- 《Short Stories.1 선인장》. 2010년 6월 29일. (다날엔터테인먼트).

### 컴필레이션 음반
- 《사랑의 단상 Chapter.1 - With Or Without You》. 2008년 10월 2일. (브라우니엔터테인먼트).
- 《사랑의 단상 Chapter.2 - This Is Not A Love Song》. 2009년 1월 7일. (브라우니엔터테인먼트).
- 《결코 끝나지 않을 우리들의 이야기 (Hommage To Moonrise, Pastelmusic Presents)》. 2009년 7월 23일. (브라우니엔터테인먼트).
- 《천일의 몽상 - 이동진의 여행과 영화와 음악이 함께 있는 풍경》. 2010년 3월 24일. (Various).

### 참여 음반
- 파니 핑크 - 《7 Moments (세상의 어쩔 수 없는 일곱가지)》. 2010년 4월 21일. (케이티뮤직).xxxx
- Lucia(심규선) - 《자기만의 방》. 2011년 9월 7일. (케이티뮤직).
- 이승기 - 《숲》. 2012년 11월 22일. (로엔엔터테인먼트).
- 수지 - 《Yes? No?》. 2017년 1월 24일. (JYP엔터테인먼트)

## 서적
- 《조금씩 가까이 너에게(파스텔뮤직 에세이북)》. 북클라우드. 2012년 10월 10일. ISBN 978-89-93357-88-2.